# Rhododendron aperantum
Rhododendron aperantum (лат.) — кустарник; вид рода Рододендрон (Rhododendron) семейства Вересковые (Ericaceae).
Китайское название: 宿鳞杜鹃.

## Ботаническое описание
Кустарник высотой 0,3—0,6 метра.
Черешок листа широкий, 3—6 мм, опушённый; листовая пластинка кожистая, обратно-выпуклая, 3—6,5 × 1,4—2,4 см; вершина округлая; абаксиальная поверхность сизоватая, голая в зрелом возрасте, иногда с остатками красновато-коричневого или беловатого волосяного покрова, сохраняющимися на крупных жилках; поверхность адаксиальная зелёная, морщинистая, голая.
Соцветие образовано 4—6 цветками. Цветоножка 1,5—3 см; венчик трубчато-колокольчатый, белый, жёлтый от розового до оранжевого, 3—4,5 см; тычинок — 10, тычиночные нити голые.
Цветение в июне. Семена созревают в октябре.

## Экология
Рододендровые заросли, скалы на высотах 3600—4500 метров над уровнем моря.

## Ареал
Китай (Юньнань), Мьянма.